# Isla del Coco

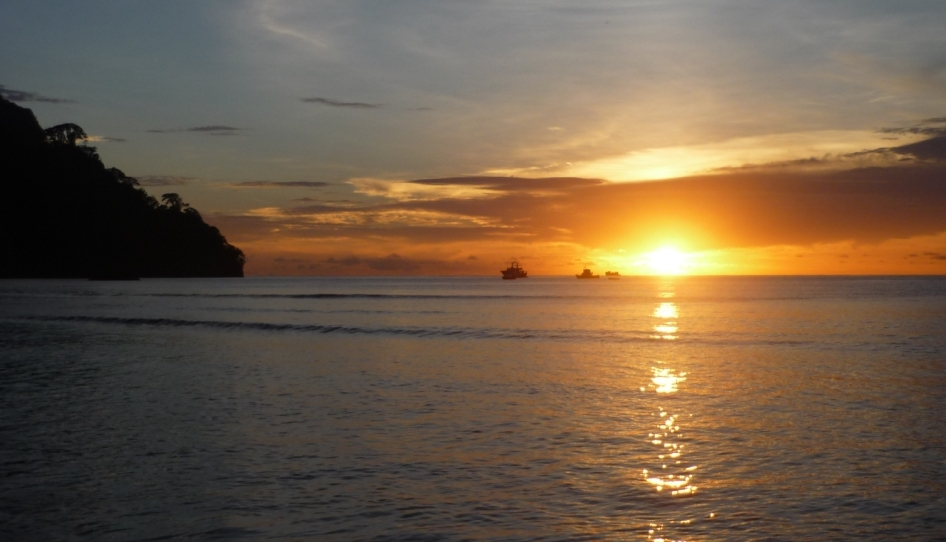
Atardecer en Bahía Wafer

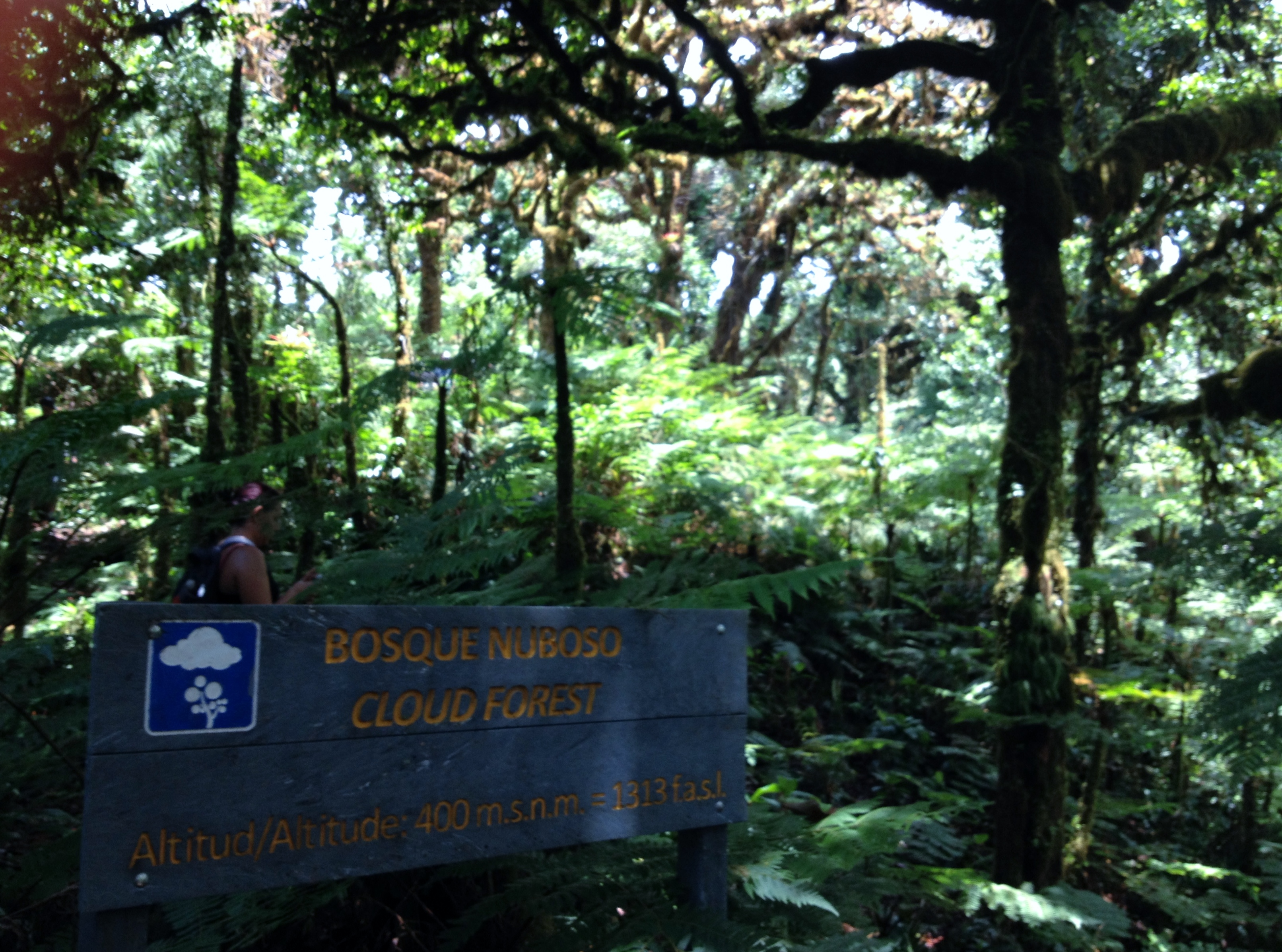
Espectacular bosque nuboso en la Isla del Coco, Costa Rica, a tan sólo 400 metros sobre nivel del mar.

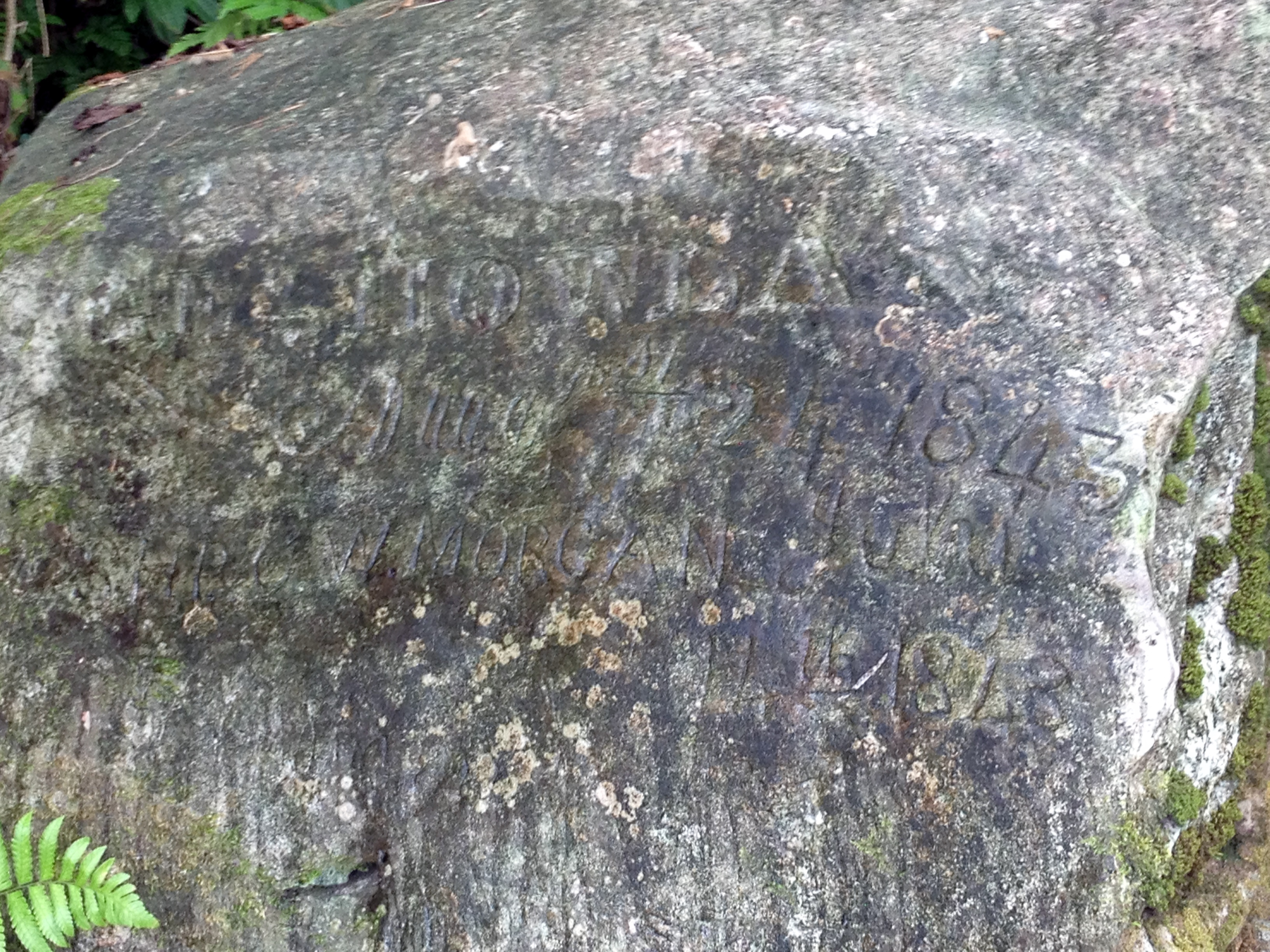
Inscripciones en piedra como testimonio de su estadía en la isla, de famosos investigadores como Jacques Cousteau, antiguos balleneros y piratas como Morgan a quien se atribuye las letras de la imagen.

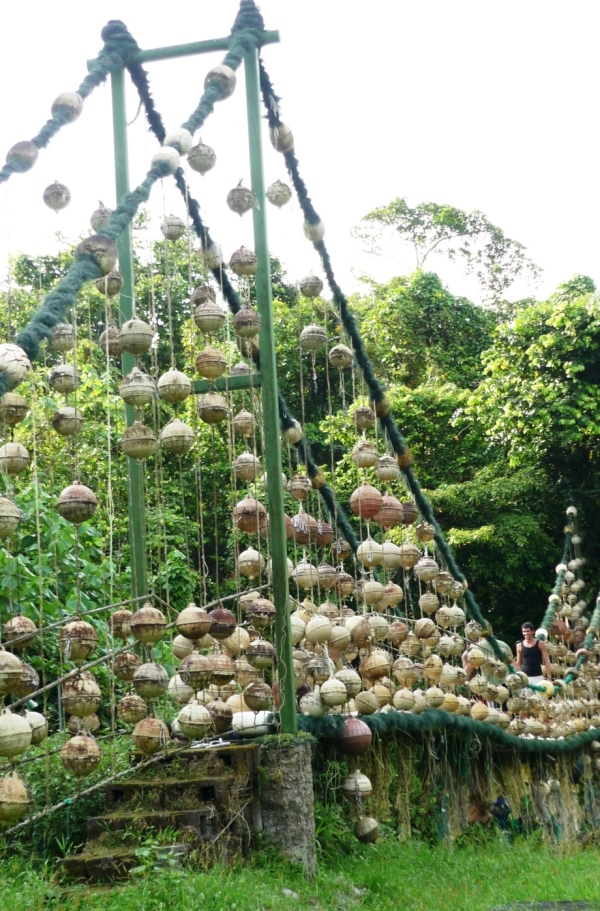
Puente sobre el río Genio, hecho con desechos marinos por el artista tico "Pancho".

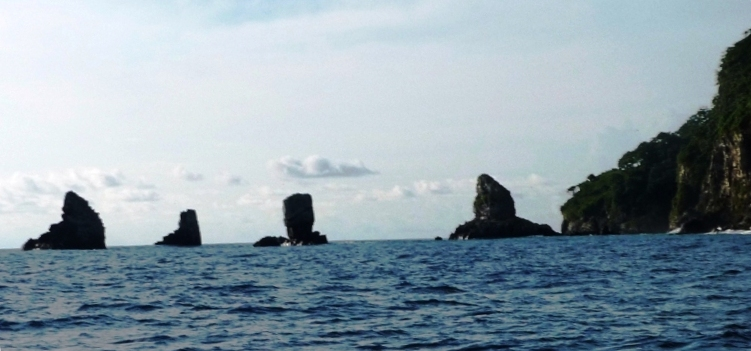
Riscos conocidos como "Los Moais"

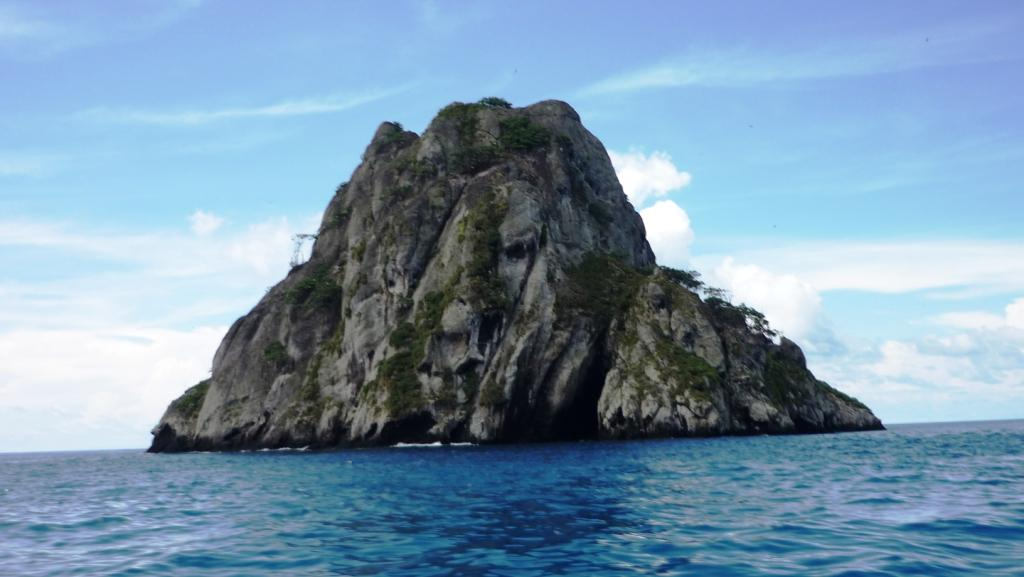
El islote Manuelita es un sitio preferido para el buceo y la observación de múltiples especies marinas.

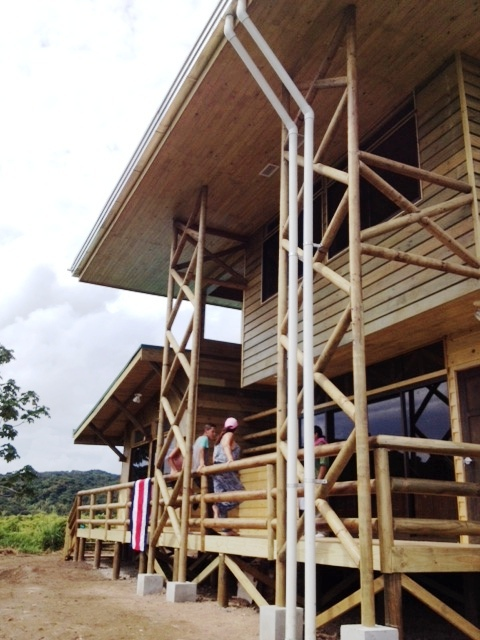
Vista del Centro de Vigilancia y Control de la Isla del Coco, abierto en el 2015, ubicado en el Cerro Aguacate, Bahía Chatham, obra del Arq. Ibo Bonilla.

La Isla del Coco es una isla y parque nacional situada en el océano Pacífico, pertenece al cantón de Puntarenas de la provincia de Puntarenas en Costa Rica. 
La Estación de Guardaparques Wafer está situada en la bahía Wafer al norte de la isla. El viaje desde Puntarenas en barco toma alrededor de 36 horas.

## Características naturales
Se localiza a 532 km de la costa costarricense. Su área terrestre es de 23,85 km², y mide 7,6 km de largo y 4,4 km de ancho, siendo su forma aproximadamente rectangular. 
Por su tamaño, aislamiento, y estado de conservación, la Isla del Coco constituye uno de los sitios naturales privilegiados a nivel mundial. Con un endemismo importante y una diversidad biológica singular, la isla puede ser catalogada como un laboratorio natural ideal para realizar investigaciones sobre la evolución de las especies y la monitorización del ambiente a largo plazo.
De 235 especies de plantas identificadas, 70 son endémicas. De 362 de insectos, 64 son endémicas. Existen 2 especies endémicas de lagartijas. También se registran 3 especies de arañas; 85 de aves, 4 de ellas endémicas; 57 de crustáceos; 118 de moluscos; más de 200 de peces y 18 corales.
Los venados y los cerdos fueron introducidos por piratas y balleneros que usaban la isla como reserva de comida y madera en alta mar, pero esas especies han generado adaptaciones particulares que ya se les consideran endémicas.
Los resultados de las investigaciones mismas podrían proporcionar importante información sobre la dinámica de los ecosistemas del planeta y su relación con los cambios globales del ambiente marino y terrestre.
La pluviosidad alcanza unos 7000 mm por año y durante eventos lluviosos intensos se han contado más de 2000 cataratas que caen hacia el mar, en su interior hay un bosque nuboso, ríos y cascadas, incluso hay referencias de que existió un lago que fue secado buscando supuestos tesoros, porque se dice que, de una metáfora de esto deriva el origen de su nombre: "esta isla tiene tanta agua por dentro como un coco", condición especialmente útil para piratas y balleneros, que se abastecían de agua potable allí como única posibilidad a cientos de kilómetros a la redonda.

## Historia
La isla fue descubierta en 1526 por el navegante español Juan Cabezas y se menciona por primera vez en 1541 como “Coques” en el mapa cartográfico de Nicolás . Se asume que la isla había sido descubierta antes de esa fecha pero se desconoce su exactitud. Durante los siglos XVII y XVIII fue refugio para los piratas y corsarios que florecieron a lo largo de las costas del Pacífico de la América Española. Entre los piratas más notorios en la historia de la época que se refugiaron en dicha isla, se habla de que los legendarios capitanes Morgan, Edward Davies y William Thompson. Según leyendas, aquí se escondieron valiosos tesoros como el tesoro de William Davies que fue ocultado en 1684 y el de Benito "Espada Sangrienta" Bonito en 1819 y el de Lima, consistente en toneladas de lingotes de oro y plata, láminas de oro que cubrían cúpulas de las iglesias.
Esta historia empieza en Lima, Perú en el año 1820 durante una revolución que daba sitio en esa ciudad. Las autoridades de la armada española decidieron proteger sus tesoros sacándolos por barco. Desafortunadamente para los españoles, el capitán Thompson el cual estaba a cargo de dirigir dicha tarea, se deja el botín y se dice que se dirigió a la Isla del Coco y de acuerdo a la historia, se vio obligado a enterrarlo ahí porque la Armada Española lo persiguió al controlar la revolución.
Alrededor de 1869, el entonces presidente de Costa Rica Jesús Jiménez Zamora, ordenó la inclusión de la isla como parte del territorio costarricense. Para tal fin, él organizó una expedición que fue encabezada por don Rafael Oreamuno, quien izó la bandera de la república de Costa Rica por primera vez en la isla.
En 1889, August Gissler llegó a la Isla del Coco y posteriormente es nombrado Teniente Gobernador entre 1897 y 1906. Gissler, quien dedicó 18 años de su vida en la búsqueda del tesoro, es la personificación misma del fenómeno de la fiebre por tesoros escondidos. Se dice que varias ocasiones en Hawái, él se encontraba con un hombre conocido como Old Mack, quién decía ser el nieto de uno de los sobrevivientes del saqueo de Lima. 
Sobre la base de esta historia, se dice que Gissler nunca desistió de buscar el Tesoro de la Isla del Coco, pero a la fecha se desconocen los resultados de dicha búsqueda. A pesar de esto, se menciona una historia de tradición verbal sobre un hombre llamado John Keating, quien fue capaz de hallar el tesoro escondido y tomó parte del mismo.
Según el relato documentado por Raúl Arias (UCR, 1995), el señor Keating, un acaudalado industrial, compartió con su familia en su lecho de muerte una experiencia vivida tras un naufragio. Afirmó haber llegado a una isla, donde logró localizar un tesoro y rescatar parte del mismo.
Estas riquezas han atraído a más de 500 expediciones, incluyendo una del Gobierno de Costa Rica que tomó posesión de la Isla el 15 de septiembre de 1869.
La isla es uno de los dieciséis distritos del cantón de Puntarenas, fue creado como distrito el 27 de abril de 1970 por medio de Decreto Ejecutivo 27, y cómo tal le corresponde el código postal 60110.
El Gobierno de Costa Rica creó en 1978 el Parque Nacional Isla del Coco, que posteriormente fue declarado núcleo del Área de Conservación Marina del mismo nombre. La Organización de la Naciones Unidas para la Educación, Ciencia y Cultura (Unesco) en 1997 la declaró Sitio Patrimonio Natural de la Humanidad. Asimismo en 1998 fue declarada humedal de Importancia Internacional bajo la Convención Internacional de Ramsar de 1991.
En 1995, en el marco del estudio sobre un "Sistema de áreas marinas protegidas representativas del mundo", realizado por la Autoridad del Parque Marino del Arrecife de la Gran Barrera (Australia), el Banco Mundial y la Unión Mundial para la Naturaleza (UICN), se acordó, en la Región Marina del Pacífico del Sudeste, dar alta prioridad a la Isla del Coco para recibir apoyo para su manejo y conservación.
Igualmente, la península es el área núcleo de la Bio-región Isla del Coco, definida y delimitada en 1999 y declarada por The Nature Conservancy (TNC) y el Programa de Soporte de Biodiversidad (BSP), que es un consorcio formado por Fondo Mundial para la Vida Silvestre (WWF), The Nature Conservancy (TNC) y el Instituto Mundial de Recursos (WRI), como prioritaria para la conservación marina.
El 11 de octubre de 2002, el Gobierno de Costa Rica declaró a la Isla del Coco como Patrimonio Histórico Arquitectónico de Costa Rica, debido al valor histórico y cultural que posee la Isla del Coco, forjado a partir del siglo XVIII mediante la visita y permanencia de grupos humanos procedentes de diversas partes y con distintos propósitos. Las inscripciones en las rocas de las bahías Chatham y Wafer, así como los demás vestigios culturales que puedan hallarse en la Isla son testimonio de la historia del lugar.
La Isla del Coco fue seleccionada en 2008 como finalista en el concurso las "Siete maravillas naturales del mundo", evento internacional organizado por la Fundación New Seven Wonders of the World. La votación de la segunda fase cierra en julio de 2009 y hasta febrero de 2009 la isla se ubicaba en el tercer lugar del Grupo B, la categoría para islas.
El explorador e investigador francés Jacques-Yves Cousteau, consideró en vida a la Isla del Coco la más bella del mundo.

## Conservación
El Sistema Nacional de áreas de Conservación (SINAC) cuenta con programas para velar por el cumplimiento de las leyes de conservación de los recursos naturales, manteniendo un adecuado equilibrio de los ecosistemas de la isla dentro de los límites marinos y terrestres. Está implementando el Programa de Investigación y Monitoreo se propone sentar las bases para el desarrollo de la investigación científica en el área e incentivarla según las prioridades del parque, el Programa de Uso Público, cuyo objetivo es concientizar a los grupos que se dedican a la actividad pesquera en los límites de área, sobre la importancia de preservar las poblaciones de organismos marinos de uso comercial más amenazadas, y un Programa para seguridad de los visitantes nacionales y extranjeros que llegan a la isla.
Como parte de la protección se está haciendo infraestructura que incluye cabañas para los Guarda parques, laboratorios científicos y puestos fijos en sitios estratégicos para el control y monitoreo de la actividad turística así como la de pesca ilegal, todo bajo estrictos principios de bajo impacto ambiental y escénico, los cuales han estado a cargo de los reconocidos ingenieros, arquitectos bioclimáticos y ambientalistas Ibo Bonilla, Rafael Víquez y Fernando Víquez Rojas, que han realizado proyectos en múltiples parques nacionales y áreas protegidas.

## Demografía
A pesar de ser una isla deshabitada y por lo tanto sin datos demográficos, en ella se encuentran guardaparques, biólogos, investigadores y marinos las 24 horas. Desde el año 2006 se instalan mesas de votación para las elecciones presidenciales de Costa Rica en la isla.

## Buceo y biodiversidad marina
Esta isla volcánica, declarada Patrimonio Mundial por la UNESCO gracias a su biodiversidad y estado de conservación, es considerada uno de los mejores lugares del mundo para bucear. 
Por su ubicación, es un lugar privilegiado para observar diversas especies de tiburones entre los que destacan: tiburones ballena, grandes bancos de tiburones martillo, punta blanca, tiburones tigre y otros condrictios como mantarrayas (Manta birostris). Es frecuente poder observar a los tiburones alimentándose de gigantescos cardúmenes de jureles.
Además de los grandes pelágicos, sus aguas ricas en nutrientes son el hogar de cientos de especies de peces tropicales, tortugas verdes (Chelonia mydas), extensas formaciones coralinas, gran variedad de esponjas y espectaculares gorgonias.
Los meses más recomendables para bucear en Isla del Coco son entre enero y marzo y de septiembre a octubre, cuando el tiempo es más seco y predominan los días soleados y con buena visibilidad bajo el mar.

## La Isla del Coco en la ficción
El libro La isla desierta (inglés: Desert Island) aboga la teoría de que Daniel Defoe usó la Isla del Coco como modelo fiel para su descripción de la isla habitada por Robinson Crusoe. Sin embargo, Defoe ubicó la isla frente a la costa de Venezuela en el Caribe, en lugar del océano Pacífico.
La novela de ficción de Michael Crichton Parque Jurásico (inglés: Jurassic Park) tiene lugar en la ficticia Isla Nublar, perteneciente a Costa Rica. Aunque no comparten ubicación exacta, sí puede ser la inspiración. Un apoyo para esta teoría es el videojuego Jurassic Park: Trespasser (1998), de DreamWorks Interactive, que usa la topografía de la Isla del Coco.
La novela La caída del Águila del costarricense Carlos Gagini desarrolla gran parte de su trama en esta isla.
Una de las primeras películas para IMAX, La isla de los tiburones, dirigida por Howard Hall, se filmó e inspiró en esta isla.